# Etiopský ritus
Etiopský ritus, dříve nazývaný habešský,  je křesťanský ritus, který se používá v liturgii v Etiopii a dnešní Eritreji přibližně od konce 5. století. Stejně jako koptský ritus vznikl z alexandrijského ritu, liturgickým jazykem je však ge'ez. Používá jej zejména etiopská pravoslavná církev, eritrejská pravoslavná církev a etiopská katolická církev. Má téměř dvacet anafor a mnoho svátků Páně.